# Astragalus hoodianus
Astragalus hoodianus es una especie de planta del género Astragalus, de la familia de las leguminosas, orden Fabales.

## Distribución
Astragalus hoodianus se distribuye por Estados Unidos.

## Taxonomía
Fue descrita científicamente por Howell. Fue publicada en Erythea 1: 111 (1893).